# Leonard Hsu Ying-fa
Leonard Hsu Ying-fa OFM (chinesisch 徐英發, Pinyin Xú Yīngfā); (* 11. Februar 1923 im Kreis Dong’e der Stadt Liaocheng, Provinz Shandong, Republik China; † 2. März 2003) war Weihbischof in Taipei.

## Leben
Leonard Hsu Ying-fa trat der Ordensgemeinschaft der Franziskaner bei und empfing am 29. März 1952 die Priesterweihe.
Der Papst ernannte ihn am 6. Oktober 1990 zum Weihbischof in Taipei und Titularbischof von Abthugni. Der Erzbischof von Taipei, Joseph Ti-kang, spendete ihm am 30. November desselben Jahres die Bischofsweihe; Mitkonsekratoren waren Lucas Liu Hsien-tang, Bischof von Hsinchu, und Paul Shan Kuo-hsi S.J., Bischof von Hualien.
Am 11. Mai 2001 nahm Johannes Paul II. seinen altersbedingten Rücktritt an.